# Turčini
Turčini (cyr. Турчини) – wieś w Czarnogórze, w gminie Bar. W 2003 roku liczyła 6 mieszkańców.